# Hermann Baranowski
Hermann Baranowski (ur. 11 czerwca 1884 w Schwerinie, zm. 5 lutego 1940 w Aue / Saksonia) – SS-Standartenführer i komendant obozu koncentracyjnego  Oranienburg-Sachsenhausen w latach 1938-1940, członek NSDAP (numer legitymacji partyjnej 34 321) i SS (numer ewidencyjny 24 009), wyróżniony odznakami pierścienia SS i szpady SS.

## Życiorys
Jego ojciec pracował w browarze. Po ośmiu latach szkoły ludowej i średniej Baranowski zgłosił się w 1900 roku do Cesarskiej Marynarki Wojennej. Początkowo jako chłopiec okrętowy, w 1912 roku jako Deckoffizier (stopień pośredni między podoficerem i oficerem), a od 1916 jako Oberdeckoffizier. Podczas pierwszej wojny światowej Baranowski był w sztabie I dywizjonu. Został odznaczony Krzyżem Żelaznym obu klas. Po zakończeniu wojny służył w IX eskadrze poszukiwaczy min. 30 września 1920 roku opuścił armię w stopniu porucznika marynarki wojennej. Powodem była redukcja armii na skutek traktatu wersalskiego.
W latach 1920–1923 pracował jako urzędnik w biurze kilońskiej filii zakładów metalurgicznych w Bergedorf (od 1938 roku wcielony do Hamburga), a od 1923 do 1933 roku jako przedstawiciel zakładów spożywczych w Hamburgu. W 1930 roku Baranowski widział Hitlera na wystąpieniu w Hamburgu i 1 października 1930 roku wstąpił do NSDAP (nr legitymacji partyjnej 345 321) i SS (nr identyfikacyjny 24 009), wyróżniony pierścieniem SS i szpadą SS. 
W SS był wielokrotnie awansowany, jego ocena z 12 sierpnia 1933 roku potwierdzała „... nieco uparty, ale bezwarunkowo oddany i wierny. Ojciec swego Sturmbannes-batalionu SS, nadaje się do awansu”. W końcu został dowódcą 4. SS-Standarte (pułku SS) w Altonie. Z funkcji tej został zwolniony 1 marca 1936 roku z powodu osobistego zatargu.
Baranowski został przydzielony do SS-Totenkopfverbände i w kwietniu 1936 roku został komendantem obozu koncentracyjnego Lichtenburg. Dochodziło tu widocznie do wymiany zdań między Baranowskim i członkami służby wartowniczej. Theodor Eicke, inspektor obozów koncentracyjnych, wyraził się o Baranowskim: „Jego wygórowana ambicja jest powodem tarć i wymiany zdań z oddziałem SS. […] Pouczenia okazały się bezcelowe, ponieważ postępowanie SS-Standartenführera Baranowskiego wskazuje na jego chorą ambicję. Jego dobra wola jest niezaprzeczalna, jednak nie posiada on koniecznego wyczucia […]”.
1 listopada 1936 został przeniesiony jako kierownik obozu do Dachau. Na tym stanowisku nie było już żadnych punktów stycznych z wartownikami. W kompetencjach Baranowskiego był obóz jako „zakład" z jego wewnętrznym porządkiem, rozkładem dnia, apelami i warunkami życia aresztowanych. 
1 marca 1938 roku Baranowski został Schutzhaftlagerführerem w Sachsenhausen, a 1 maja 1938 roku został komendantem obozu. 15 września 1939 roku za zgodą Heinricha Himmlera zarządził egzekucję Świadka Jehowy – Augusta Dickmanna, pierwszego więźnia rozstrzelanego w III Rzeszy za odmowę pełnienia służby wojskowej. Wkrótce zapadł na śmiertelną chorobę. We wrześniu 1939 roku został zastąpiony przez Waltera Eisfelda, którego następnie 1 kwietnia 1940 zastąpił Hans Loritz. Baranowski zmarł w lutym 1940 po długiej chorobie. Jego adiutant w Sachsenhausen, późniejszy komendant KZ Auschwitz-Birkenau Rudolf Höss, wyraził się po wojnie o Baranowskim: „Jako stary przywódca SS i narodowy socjalista był dla mnie wzorem. […] także on miał momenty, w których był dobroduszny, i miał łagodne serce, a przecież był twardy i bezlitosny, ścisły we wszystkich sprawach służbowych. Pozostał na stałe przed oczami taki, jak twardo wymagano w SS: „Zmuś wszystkie łagodne odruchy do milczenia””.